# Vidovci
Vidovci is een plaats in de gemeente Požega in de Kroatische provincie Požega-Slavonië. De plaats telt 1.759 inwoners (2001).